# Mona Barthel
Mona Barthel (* 11. Juli 1990 in Bad Segeberg) ist eine deutsche Tennisspielerin. Auf der WTA Tour gewann sie bislang vier Einzel- und drei Doppeltitel.

## Karriere
Barthel begann im Alter von drei Jahren Tennis zu spielen. Ihr bevorzugter Untergrund ist der Hartplatz. Nach dem Abitur 2009 an der Klaus-Groth-Schule Neumünster startete sie im September desselben Jahres eine Profikarriere. Während ihrer Schulzeit erreichte sie im WTA-Ranking Platz 498. In der Tennis-Bundesliga spielt sie für den TC Blau-Weiss Bocholt, mit dem sie 2012 Deutsche Mannschaftsmeisterin wurde. Mona Barthel ist in Neumünster aufgewachsen und hat dort auch ihren Wohnsitz.

### 2009 bis 2011: Erste Erfolge auf der ITF Tour
Ihr größter Erfolg im Jahr 2009 war der Einzug ins Halbfinale des mit 75.000 US-Dollar dotierten ITF-Turniers im britischen Shrewsbury. Als Qualifikantin besiegte sie im Hauptfeld die an Position eins gesetzte Tschechin Lucie Hradecká (WTA 60).
In der Saison 2010 gewann Barthel drei ITF-Titel. Im Januar gewann sie das Turnier im britischen Wrexham durch einen Endspielsieg über Anne Kremer (LUX). Den bis dahin größten Erfolg ihrer Karriere erreichte sie mit den beiden Turniersiegen im belgischen Torhout. Im Einzel setzte sie sich, als Qualifikantin gestartet, gegen die Kanadierin Rebecca Marino durch. Im Doppel besiegte sie zusammen mit Justine Ozga die tschechisch-russische Paarung Hana Birnerová und Jekaterina Bytschkowa.
Bei den French Open 2011 gelang ihr nach überstandener Qualifikation erstmals der Sprung ins Hauptfeld eines Grand-Slam-Turniers. In der ersten Runde besiegte sie Sybille Bammer mit 6:1, 7:5. Nur eine Woche später schaffte sie den Einzug ins Halbfinale des WTA-Turniers in Kopenhagen, wo sie der Weltranglistenersten Caroline Wozniacki mit 1:6, 2:6 unterlag.

### 2012: Erster WTA-Titel
Zu Beginn des Jahres 2012 gewann Barthel das Moorilla International in Hobart, ein Vorbereitungsturnier der Australian Open. Als Qualifikantin spielte sie sich mit Siegen u. a. über Anabel Medina Garrigues (WTA 27, an Nummer 2 gesetzt), Jarmila Gajdošová (WTA 33) und Angelique Kerber (WTA 32) bis ins Finale, wo sie sich gegen die topgesetzte Yanina Wickmayer (WTA 26) klar mit 6:1, 6:2 durchsetzte und ihr erstes WTA-Turnier gewann. Bei den Sony Ericsson Open in Miami konnte Barthel mit Jelena Janković (WTA 15), der ehemaligen Weltranglistenersten, erstmals eine Top-20-Spielerin besiegen (6:0, 6:3). In Stuttgart stieß sie, mit einer Wildcard ausgestattet, bis ins Viertelfinale vor. Dabei besiegte sie sowohl Ana Ivanović (WTA 15), eine weitere ehemalige Nummer 1, als auch Marion Bartoli (WTA 7) glatt in zwei Sätzen. Mit Bartoli schlug Barthel auch die erste Top-Ten-Spielerin. Im Viertelfinale musste sie sich mit 4:6, 7:63, 5:7 der Weltranglistenersten Wiktoryja Asaranka geschlagen geben. Nach den Australian Open, Doha und Indian Wells war es die vierte Niederlage gegen Asaranka in diesem Jahr. Beim WTA-Turnier in Madrid unterlag Barthel in Runde zwei Caroline Wozniacki knapp mit 4:6, 6:72, nachdem sie in der ersten Runde Julia Görges besiegt hatte. Beim Turnier in Straßburg schied sie in der ersten Runde aus.
Bei den French Open 2012 war Barthel im Hauptfeld eines Grand-Slam-Turniers erstmals gesetzt. Doch sie verlor bereits in der ersten Runde gegen die 18-jährige Qualifikantin Lauren Davis mit 1:6 und 1:6. In Båstad erreichte sie mit einem 6:3-, 6:4-Sieg über Sofia Arvidsson das Halbfinale, wo sie sich Polona Hercog mit 1:6 und 3:6 geschlagen geben musste.
Am Tag zuvor (19. Juli) bestätigte die ITF die Nachnominierung Barthels für den Einzelwettbewerb der Olympischen Spiele. Am Vortag war die Absage der verletzten Andrea Petković bekannt geworden. Barthel verlor ihr Auftaktmatch gegen die Polin Urszula Radwańska mit 4:6 und 3:6.
Am 9. November wurde Mona Barthel rückwirkend für 2011 die bronzene Sportplakette der Stadt Neumünster von deren Oberbürgermeister überreicht.

### Seit 2013
Zu Beginn des Jahres 2013 stand Barthel erneut im Finale von Hobart. Die Titelverteidigerin unterlag Jelena Wesnina mit 3:6, 4:6. Bei den Australian Open 2013 schied Barthel bereits in der ersten Runde gegen Xenia Perwak mit 5:7, 6:2, 4:6  aus. Den größten Erfolg ihrer bisherigen Karriere feierte Barthel dann Anfang Februar in Paris, wo sie nach Siegen über Roberta Vinci, Marion Bartoli und Kristina Mladenovic im Finale stand. Sie bezwang auch die topgesetzte Sara Errani mit 7:5, 7:64 und sicherte sich ihren ersten Premier-Titel auf der WTA Tour.
Bei der Partie Deutschland gegen Serbien gab Barthel am 20. und 21. April ihr Fed-Cup-Debüt für die deutsche Mannschaft unter der Leitung von Barbara Rittner. Ihr erstes Match gegen Ana Ivanović verlor sie mit 6:75, 6:2 und 2:6, ihr zweites Match gegen Bojana Jovanovski gewann sie mit 6:1, 3:6 und 6:3. Insgesamt gewann Deutschland 3:2 und stieg in die Weltgruppe I auf.  Ihre Fed-Cup-Bilanz weist bislang 2 Siege bei 2 Niederlagen aus. Am 18. November wurde Mona Barthel die silberne Sportplakette der Stadt Neumünster rückwirkend für das Jahr 2012 vom Oberbürgermeister Olaf Tauras überreicht.
Bei den Australian Open und den French Open erreichte Barthel 2014 jeweils die dritte Runde. Im Juli gewann sie den WTA-Titel in Båstad. Bei der Vorbereitung auf die neue Saison 2015 zog sie sich Anfang Dezember einen Bänderriss zu.
Trotz der Verletzung vom Dezember war sie für die neue Saison 2015 rechtzeitig gesund geworden, schied jedoch bei den ersten beiden Turnieren, Auckland und Hobart, in der ersten Runde aus. Bei den Australian Open reichte es bis in die zweite Runde. Beim Turnier in Båstad erreichte sie wieder das Finale, verlor dieses jedoch gegen Johanna Larsson mit 3:6 und 6:72. Zum Saisonende stand sie in Luxemburg sowohl im Einzel- und Doppelfinale. Das Einzelfinale verlor sie gegen Misaki Doi mit 4:6, 7:67 und 0:6, gewann aber das im Doppel an der Seite von Laura Siegemund gegen die Paarung Anabel Medina Garrigues und Arantxa Parra Santonja mit 6:2 und 7:62.
Bei ihrem Saisonstart 2016, den sie in Auckland hatte, musste sie das Spiel im zweiten Satz gegen Swetlana Kusnezowa aufgeben. Einen weiteren Rückschlag gab es beim anschließenden Turnier in Hobart, als sie wegen Rückenproblemen zu ihrem Viertelfinalspiel gegen Alizé Cornet nicht antreten konnte. Nicht besser verliefen die Australian Open, hier schied sie in der ersten Runde gegen Vania King mit 6:3, 5:7 und 4:6 aus. Wegen Krankheit setzte Barthel danach einige Wochen aus, spielte aber die restlichen Grand-Slam-Turniere, bei denen sie zweimal in der ersten und einmal in der zweiten Runde scheiterte.
Die Saison 2017 begann für Barthel erfolgreich. Bei den Australian Open erreichte sie erstmals in ihrer Karriere das Achtelfinale eines Grand-Slam-Turniers, in welchem sie Venus Williams unterlag. Als Qualifikantin gewann Mona Barthel im Mai 2017 beim WTA-Turnier in Prag ihren vierten Titel auf der WTA-Tour, durch einen Sieg im Finale über die Tschechin Kristýna Plíšková.

## Auszeichnungen
Mona Barthel landete bei der Wahl der Sportler des Jahres 2014 der Stadt Neumünster auf dem zweiten Rang hinter Kirsten Bruhn und wurde im Februar 2015 nachträglich von der Stadt mit einer Urkunde, einem Pokal und einer Medaille geehrt.

## Erfolge

### Einzel

#### Turniersiege
| Nr. | Datum              | Turnier             | Kategorie         | Belag             | Finalgegnerin           | Ergebnis       |
| --- | ------------------ | ------------------- | ----------------- | ----------------- | ----------------------- | -------------- |
| 1.  | 24. Januar 2010    | Wrexham             | ITF $10.000       | Hartplatz         | Anne Kremer             | 6:1, 6:1       |
| 2.  | 10. April 2010     | Torhout             | ITF $50.000       | Hartplatz         | Rebecca Marino          | 2:6, 6:4, 6:2  |
| 3.  | 23. Januar 2011    | Andrézieux-Bouthéon | ITF $25.000       | Hartplatz         | Stephanie Vogt          | 6:3, 3:6, 6:4  |
| 4.  | 12. September 2011 | Mestre              | ITF $50.000       | Sand              | Garbiñe Muguruza Blanco | 7:5, 6:2       |
| 5.  | 18. September 2011 | Shrewsbury          | ITF $75.000       | Hartplatz         | Heather Watson          | 6:0, 6:3       |
| 6.  | 14. Januar 2012    | Hobart              | WTA International | Hartplatz         | Yanina Wickmayer        | 6:1, 6:2       |
| 7.  | 3. Februar 2013    | Paris               | WTA Premier       | Hartplatz (Halle) | Sara Errani             | 7:5, 7:64      |
| 8.  | 20. Juli 2014      | Båstad              | WTA International | Sand              | Chanelle Scheepers      | 6:3, 7:63      |
| 9.  | 6. Mai 2017        | Prag                | WTA International | Sand              | Kristýna Plíšková       | 2:6, 7:5, 6:2  |
| 10. | 27. November 2022  | Petingen            | ITF W25           | Hartplatz (Halle) | Darija Snihur           | 7:62, 6:2      |
| 11. | 25. November 2023  | Ortisei             | ITF W25           | Hartplatz (Halle) | Diāna Marcinkēviča      | 6:2, 6:76, 6:4 |
| 12. | 3. November 2024   | Hamburg             | ITF W75           | Hartplatz (Halle) | Sonay Kartal            | 6:4, 7:66      |

#### Finalteilnahmen
| Nr. | Datum             | Turnier        | Kategorie         | Belag             | Finalgegnerin       | Ergebnis       |
| --- | ----------------- | -------------- | ----------------- | ----------------- | ------------------- | -------------- |
| 1.  | 19. Juli 2008     | Frinton-on-Sea | ITF $10.000       | Rasen             | Tara Moore          | 5:7, 1:6       |
| 2.  | 26. Juli 2008     | Gausdal        | ITF $10.000       | Hartplatz         | Svenja Weidemann    | 2:6, 3:6       |
| 3.  | 6. Feb. 2011      | Sutton         | ITF $25.000       | Hartplatz         | Kristina Mladenovic | 3:6, 6:1, 2:6  |
| 4.  | 7. Aug. 2011      | Bronx          | ITF $50.000       | Hartplatz         | Andrea Hlaváčková   | 6:78, 3:6      |
| 5.  | 12. Januar 2013   | Hobart         | WTA International | Hartplatz         | Jelena Wesnina      | 3:6, 4:6       |
| 6.  | 19. Juli 2015     | Båstad         | WTA International | Sand              | Johanna Larsson     | 3:6, 6:72      |
| 7.  | 24. Oktober 2015  | Luxemburg      | WTA International | Hartplatz (Halle) | Misaki Doi          | 4:6, 7:67, 0:6 |
| 8.  | 9. September 2018 | Chicago        | WTA Challenger    | Hartplatz         | Petra Martić        | 4:6, 1:6       |
| 9.  | 14. August 2022   | Danderyd       | ITF W25           | Sand              | Brenda Fruhvirtová  | 1:6, 3:6       |
| 10. | 19. November 2022 | Helsinki       | ITF W25           | Hartplatz (Halle) | Taylor Ng           | 4:6, 6:2, 6:75 |
| 11. | 29. Januar 2023   | Sunderland     | ITF W60           | Hartplatz (Halle) | Greet Minnen        | 2:6, 6:1, 0:6  |
| 12. | 29. Oktober 2023  | Glasgow        | ITF W60           | Hartplatz (Halle) | Darija Snihur       | 4:6, 4:6       |

### Doppel

#### Turniersiege
| Nr. | Datum             | Turnier   | Kategorie         | Belag             | Partnerin              | Finalgegnerinnen                               | Ergebnis         |
| --- | ----------------- | --------- | ----------------- | ----------------- | ---------------------- | ---------------------------------------------- | ---------------- |
| 1.  | 10. April 2010    | Torhout   | ITF $50.000       | Hartplatz         | Justine Ozga           | Hana Birnerová Jekaterina Bytschkowa           | 7:5, 6:2         |
| 2.  | 28. April 2013    | Stuttgart | WTA Premier       | Sand (Halle)      | Sabine Lisicki         | Bethanie Mattek-Sands Sania Mirza              | 6:4, 7:5         |
| 3.  | 24. Oktober 2015  | Luxemburg | WTA International | Hartplatz (Halle) | Laura Siegemund        | Anabel Medina Garrigues Arantxa Parra Santonja | 6:2, 7:62        |
| 4.  | 8. September 2018 | Chicago   | WTA Challenger    | Hartplatz         | Kristýna Plíšková      | Asia Muhammad Maria Sanchez                    | 6:3, 6:2         |
| 5.  | 28. April 2019    | Stuttgart | WTA Premier       | Sand (Halle)      | Anna-Lena Friedsam     | Anastassija Pawljutschenkowa Lucie Šafářová    | 2:6, 6:3, [10:6] |
| 6.  | 7. Mai 2022       | Båstad    | ITF W25           | Sand              | Caijsa Wilda Hennemann | Julie Belgraver Fanny Östlund                  | 6:1, 6:4         |

#### Finalteilnahmen
| Nr. | Datum              | Turnier  | Kategorie         | Belag           | Partnerin        | Siegerinnen                                 | Ergebnis         |
| --- | ------------------ | -------- | ----------------- | --------------- | ---------------- | ------------------------------------------- | ---------------- |
| 1.  | 26. Juli 2008      | Gausdal  | ITF $10.000       | Hartplatz       | Svenja Weidemann | Tegan Edwards Marcella Koek                 | 6:1, 4:6, [8:10] |
| 2.  | 28. Februar 2010   | Biberach | ITF $50.000+H     | Teppich (Halle) | Carmen Klaschka  | Stéphanie Cohen-Aloro Selima Sfar           | 7:5, 1:6, [5:10] |
| 3.  | 20. September 2014 | Seoul    | WTA International | Hartplatz       | Mandy Minella    | Lara Arruabarrena Vecino Irina-Camelia Begu | 3:6, 3:6         |

## Karrierestatistik und Turnierbilanz

### Einzel
Die letzte Aktualisierung erfolgte nach den Wimbledon Championships 2025.
| Turnier                      | 2007              | 2008              | 2009              | 2010              | 2011              | 2012              | 2013              | 2014              | 2015              | 2016             | 2017              | 2018              | 2019              | 2020              | 2021              | 2022              | 2023              | 2024             | 2025             | T / T       | S/N         | Sieg%       |
| ---------------------------- | ----------------- | ----------------- | ----------------- | ----------------- | ----------------- | ----------------- | ----------------- | ----------------- | ----------------- | ---------------- | ----------------- | ----------------- | ----------------- | ----------------- | ----------------- | ----------------- | ----------------- | ---------------- | ---------------- | ----------- | ----------- | ----------- |
| Australian Open              | –                 | –                 | –                 | –                 | –                 | 3                 | 1                 | 3                 | 2                 | 1                | AF                | 2                 | 1                 | Q1                | 2                 | –                 | Q1                | –                | Q1               | 0 / 9       | 10:9        | 53 %        |
| French Open                  | –                 | –                 | –                 | –                 | 2                 | 1                 | 1                 | 3                 | 1                 | 1                | 1                 | 1                 | 1                 | –                 | Q2                | –                 | Q2                | Q1               | Q1               | 0 / 9       | 3:9         | 25 %        |
| Wimbledon                    | –                 | –                 | –                 | Q1                | 1                 | 1                 | 2                 | 2                 | 1                 | 2                | 1                 | 1                 | 1                 | n. a.             | 1                 | –                 | Q1                | Q1               | Q1               | 0 / 10      | 3:10        | 23 %        |
| US Open                      | –                 | –                 | –                 | Q1                | 2                 | 1                 | 2                 | 2                 | 3                 | 1                | 1                 | 1                 | –                 | –                 | Q1                | –                 | Q1                | Q1               |                  | 0 / 8       | 5:8         | 38 %        |
| Doha                         | a. K.             | –                 | n. a. bzw. a. K.  | n. a. bzw. a. K.  | n. a. bzw. a. K.  | 2                 | AF                | 1                 | a. K.             | –                | a. K.             | 1                 | a. K.             | –                 | a. K.             | –                 | a. K.             | –                | –                | 0 / 4       | 3:4         | 43 %        |
| Dubai                        | a. K.             | a. K.             | –                 | –                 | –                 | andere Kategorie  | andere Kategorie  | andere Kategorie  | 1                 | a. K.            | 2                 | a. K.             | –                 | a. K.             | –                 | a. K.             | –                 | –                | –                | 0 / 2       | 1:2         | 33 %        |
| Indian Wells                 | –                 | –                 | –                 | –                 | –                 | 2                 | AF                | 1                 | 2                 | –                | 1                 | 2                 | AF                | n. a.             | –                 | –                 | –                 | –                | –                | 0 / 7       | 8:7         | 53 %        |
| Miami                        | –                 | –                 | –                 | –                 | –                 | 3                 | 2                 | 1                 | 1                 | –                | Q2                | 1                 | Q2                | n. a.             | –                 | –                 | –                 | –                | –                | 0 / 5       | 2:4         | 33 %        |
| Madrid                       | n. a.             | n. a.             | –                 | –                 | –                 | 2                 | 1                 | Q2                | 1                 | –                | –                 | Q2                | Q1                | n. a.             | Q1                | –                 | –                 | –                | –                | 0 / 3       | 1:3         | 25 %        |
| Rom                          | –                 | –                 | –                 | –                 | –                 | –                 | –                 | 1                 | 1                 | –                | AF                | Q2                | 1                 | –                 | –                 | –                 | –                 | –                | –                | 0 / 4       | 2:4         | 33 %        |
| Kanada                       | –                 | –                 | –                 | –                 | –                 | 2                 | 2                 | –                 | Q2                | –                | Q1                | –                 | –                 | n. a.             | –                 | –                 | –                 | –                |                  | 0 / 2       | 2:2         | 50 %        |
| Cincinnati                   | a. K.             | a. K.             | –                 | –                 | –                 | 2                 | AF                | 1                 | 2                 | Q1               | Q1                | –                 | –                 | –                 | –                 | –                 | –                 | –                |                  | 0 / 4       | 4:4         | 50 %        |
| Tokio                        | –                 | –                 | –                 | –                 | –                 | –                 | 1                 | n. a. bzw. a. K.  | n. a. bzw. a. K.  | n. a. bzw. a. K. | n. a. bzw. a. K.  | n. a. bzw. a. K.  | n. a. bzw. a. K.  | n. a. bzw. a. K.  | n. a. bzw. a. K.  | n. a. bzw. a. K.  | n. a. bzw. a. K.  | n. a. bzw. a. K. | n. a. bzw. a. K. | 0 / 1       | 0:1         | 0 %         |
| Peking                       | n. a.             | n. a.             | –                 | –                 | –                 | 1                 | 1                 | 2                 | 2                 | –                | 1                 | –                 | –                 | nicht ausgetragen | nicht ausgetragen | nicht ausgetragen | –                 | –                |                  | 0 / 5       | 2:5         | 29 %        |
| Wuhan                        | nicht ausgetragen | nicht ausgetragen | nicht ausgetragen | nicht ausgetragen | nicht ausgetragen | nicht ausgetragen | nicht ausgetragen | 2                 | Q1                | –                | 1                 | –                 | –                 | nicht ausgetragen | nicht ausgetragen | nicht ausgetragen | nicht ausgetragen | –                |                  | 0 / 2       | 1:2         | 33 %        |
| Olympische Spiele            | n. a.             | –                 | nicht ausgetragen | nicht ausgetragen | nicht ausgetragen | 1                 | nicht ausgetragen | nicht ausgetragen | nicht ausgetragen | –                | nicht ausgetragen | nicht ausgetragen | nicht ausgetragen | nicht ausgetragen | 1                 | n. a.             | n. a.             | –                | n. a.            | 0 / 2       | 0:2         | 0 %         |
| Billie Jean King Cup         | –                 | –                 | –                 | –                 | –                 | –                 | PO                | –                 | –                 | –                | –                 | –                 | PO                | –                 | –                 | –                 | –                 | –                |                  | 0 / 2       | 2:1         | 67 %        |
| Statistik                    | Statistik         | Statistik         | Statistik         | Statistik         | Statistik         | Statistik         | Statistik         | Statistik         | Statistik         | Statistik        | Statistik         | Statistik         | Statistik         | Statistik         | Statistik         | Statistik         | Statistik         | Statistik        | Statistik        | S/N         | S/N         | Sieg%       |
| Turnierteilnahmen            | 7                 | 10                | 17                | 24                | 23                | 26                | 24                | 28                | 29                | 19               | 25                | 29                | 18                | 4                 | 22                | 26                | 36                | 32               | 11               | Gesamt: 410 | Gesamt: 410 | Gesamt: 410 |
| Erreichte Finals             | 0                 | 2                 | 0                 | 2                 | 5                 | 1                 | 2                 | 1                 | 2                 | 0                | 1                 | 1                 | 0                 | 0                 | 0                 | 3                 | 3                 | 3                | 0                | Gesamt: 26  | Gesamt: 26  | Gesamt: 26  |
| Gewonnene Titel              | 0                 | 0                 | 0                 | 2                 | 3                 | 1                 | 1                 | 1                 | 0                 | 0                | 1                 | 0                 | 0                 | 0                 | 0                 | 1                 | 1                 | 1                | 0                | Gesamt: 12  | Gesamt: 12  | Gesamt: 12  |
| Hartplatz-Siege/-Niederlagen | 6:3               | 13:6              | 12:7              | 35:13             | 33:17             | 28:14             | 21:14             | 18:18             | 21:18             | 9:11             | 15:15             | 17:16             | 7:6               | 2:4               | 5:12              | 23:12             | 24:23             | 24:14            | 1:2              | 314:225     | 314:225     | 58 %        |
| Sand-Siege/-Niederlagen      | 2:2               | 5:3               | 11:10             | 5:6               | 22:2              | 6:5               | 2:6               | 15:8              | 6:8               | 3:4              | 14:5              | 10:11             | 5:8               | 0:0               | 5:7               | 19:12             | 3:10              | 19:14            | 10:8             | 162:129     | 162:129     | 56 %        |
| Rasen-Siege/-Niederlagen     | 6:2               | 4:1               | 0:0               | 1:2               | 3:1               | 0:4               | 2:3               | 5:3               | 0:2               | 1:2              | 4:4               | 5:3               | 0:3               | 0:0               | 0:3               | 0:0               | 0:1               | 0:1              | 0:1              | 31:36       | 31:36       | 46 %        |
| Teppich-Siege/-Niederlagen   | 0:0               | 0:1               | 1:1               | 1:1               | 0:0               | 3:1               | 0:0               | 0:0               | 0:1               | 0:1              | 0:0               | 0:0               | 0:0               | 0:0               | 0:0               | 2:1               | 1:1               | 1:1              | 0:0              | 9:9         | 9:9         | 50 %        |
| Gesamt-Siege/-Niederlagen    | 14:7              | 22:11             | 24:18             | 42:22             | 58:20             | 37:24             | 25:23             | 38:29             | 27:29             | 13:18            | 33:24             | 32:30             | 12:17             | 2:4               | 10:22             | 44:25             | 28:35             | 44:30            | 11:11            | 516:399     | 516:399     | 56 %        |
| Sieg%                        | 67 %              | 67 %              | 57 %              | 66 %              | 74 %              | 61 %              | 52 %              | 57 %              | 48 %              | 42 %             | 58 %              | 52 %              | 41 %              | 33 %              | 31 %              | 64 %              | 44 %              | 59 %             | 50 %             | Gesamt:     | Gesamt:     | 56 %        |
| Jahresendposition            | 937               | 516               | 356               | 208               | 67                | 39                | 34                | 43                | 44                | 183              | 48                | 81                | 172               | 228               | 272               | 275               | 245               | 166              |                  | N/A         | N/A         | N/A         |

Zeichenerklärung: S = Turniersieg; F, HF, VF, AF = Einzug ins Finale / Halbfinale / Viertelfinale / Achtelfinale; 1, 2, 3 = Ausscheiden in der 1. / 2. / 3. Hauptrunde; RR = Round Robin (Gruppenphase); n. a. = nicht ausgetragen; a. K. = andere Kategorie; PO (Play-off) = Auf- und Abstiegsrunde im Billie Jean King Cup; K1, K2, K3 = Teilnahme in der Kontinentalgruppe I, II, III im Billie Jean King Cup.
Anmerkung: Diese Statistik berücksichtigt alle Ergebnisse im Einzel bei ITF- und WTA-Turnieren. Als Quelle dient die ITF-Seite der Spielerin. Dargestellt sind nur WTA-Turniere der Kategorie Tier I (bis 2008), die WTA-Turniere der Kategorien Premier Mandatory und Premier 5 (2009–2020) bzw. die WTA-Turniere der Kategorie 1000 (seit 2021).

### Doppel
| Turnier         | 2012 | 2013 | 2014 | 2015 | 2016 | 2017 | 2018 | 2019 | 2020  | 2021 | Karriere |
| --------------- | ---- | ---- | ---- | ---- | ---- | ---- | ---- | ---- | ----- | ---- | -------- |
| Australian Open | 1    | 1    | 1    | 2    | 1    | —    | 2    | 1    | —     | 2    | 2        |
| French Open     | 1    | 2    | 1    | 1    | —    | 1    | —    | —    | —     | —    | 2        |
| Wimbledon       | 1    | 1    | 1    | AF   | 1    | 2    | —    | 1    | n. a. | 2    | AF       |
| US Open         | 2    | 2    | 1    | 2    | 1    | 2    | —    | —    | —     | —    | 2        |

## Weltranglistenpositionen am Saisonende
| Jahr   | 2007 | 2008 | 2009 | 2010 | 2011 | 2012 | 2013 | 2014 | 2015 | 2016 | 2017 | 2018 | 2019 | 2020 | 2021 | 2022 | 2023 | 2024 |
| ------ | ---- | ---- | ---- | ---- | ---- | ---- | ---- | ---- | ---- | ---- | ---- | ---- | ---- | ---- | ---- | ---- | ---- | ---- |
| Einzel | 937  | 516  | 356  | 208  | 67   | 39   | 34   | 43   | 44   | 183  | 48   | 81   | 172  | 228  | 272  | 275  | 245  | 166  |
| Doppel | —    | 614  | 620  | 350  | —    | 255  | 89   | 111  | 67   | 787  | 232  | 134  | 106  | 122  | 130  | 502  | —    | 1293 |